# Murjani WTA Championships 1983
Murjani WTA Championships 1983 — жіночий тенісний турнір, що проходив на відкритих кортах з ґрунтовим покриттям на острові Амелія (США). Належав до Світової чемпіонської серії Вірджинії Слімс 1983. Турнір відбувся вчетверте і тривав з 11 до 17 квітня 1983 року.

## Фінальна частина

### Одиночний розряд
Кріс Еверт-Ллойд —  Карлінг Бассетт 6–3, 2–6, 7–5
- Для Еверт-Ллойд це був 2-й титул за сезон і 126-й — за кар'єру.

### Парний розряд
Розалін Феербенк /  Кенді Рейнолдс —  Гана Мандлікова /  Вірджинія Рузічі 6–4, 6–2
- Для Феербенк це був 2-й титул за сезон і 5-й — за кар'єру. Для Рейнолдс це був 4-й титул за сезон і 12-й — за кар'єру.